# Біличе поле
Бі́личе по́ле — історична місцевість Києва, урочище. Розташоване в Подільському районі, простягається взовж Білицької вулиці (отримала назву від місцевості). Більша частина Біличого поля територіально збігається з історичною місцевістю Замковище. Прилягає до місцевостей Куренівка, Мостище, Нивки, Сирець.

## Історія
Місцевість згадується з 2-ї половини XIX століття. Назву інколи пов'язують з зоонімом білка, припускаючи, що в цій місцині водилося чимало цих гризунів. Заселення розпочате з останньої третини XIX століття. Місцевість забудовувалася приватними садибами. Основне планування та забудова місцевості відносяться до 1930—50-х років. Місцевістю пролягають Білицька вулиця та Білицький провулок. Перевезення здійснюється автобусним маршрутом №32